# Besuas e Bajon
Besuas e Bajon (en francès Bézues-Bajon) és un municipi francès situat al departament del Gers i a la regió d'Occitània.

## Geografia

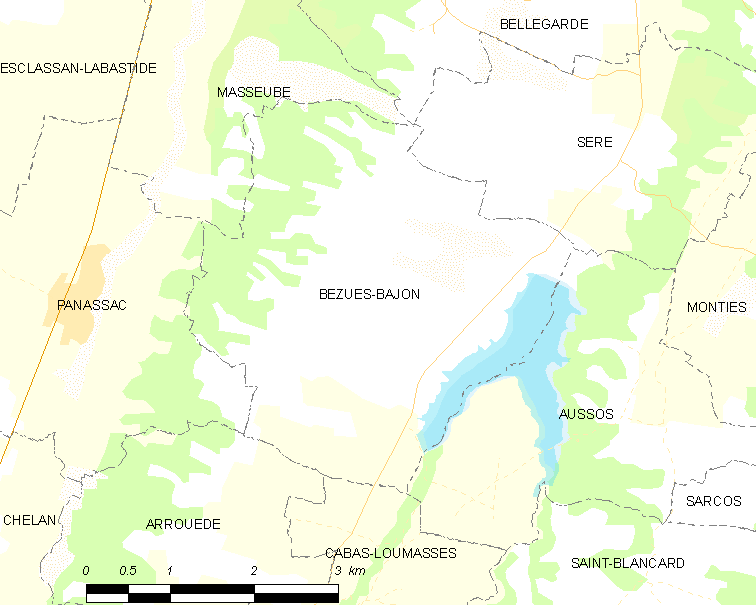
Mapa de la comuna de Besuas e Bajon

## Administració
| Període | Identitat   | Partit |
| ------- | ----------- | ------ |
| 2001-   | Marc Devèze | PCF    |

## Demografia
| 1962                                       | 1968 | 1975 | 1982 | 1990 | 1999 | 2006 |
| ------------------------------------------ | ---- | ---- | ---- | ---- | ---- | ---- |
| 242                                        | 221  | 149  | 154  | 145  | 183  | 205  |
| Des de 1962: població sense dobles comptes |      |      |      |      |      |      |